# Гідравлічне аварійно-рятувальне обладнання
До гідравлічного аварійно-рятувального обладнання відносяться:
- гідравлічні ножиці;
- гідравлічні розтискувачі;
- комбінований гідроінструмент;
- гідравлічні домкрати.

Все це обладнання приводиться в дію за допомогою або ручних насосів, або моторизованих насосних станцій.